# Ruth Escobar
Maria Ruth dos Santos Escobar, conocida profesionalmente como Ruth Escobar (Oporto, 31 de marzo de 1935 – São Paulo, 5 de octubre de 2017) fue una actriz, cineasta, política y empresaria brasileña. Prominente figura del teatro brasileño, Escobar fue una de las principales activistas culturales de Brasil.

## Biografía

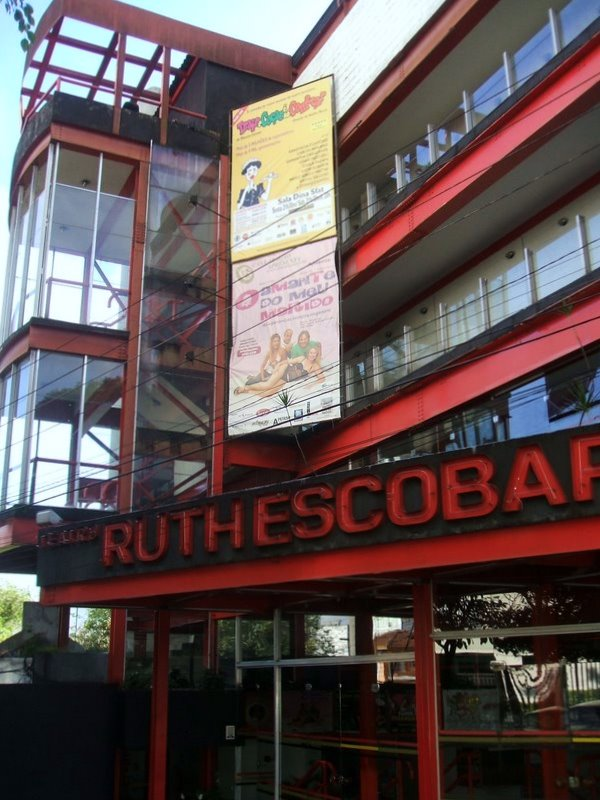
El Teatro Ruth Escobar, fundado por Escobar en 1963.

Nacida en Portugal, Escobar emigró a Brasil en 1951, estableciéndose en São Paulo y se casó con el filósofo, dramaturgo y poeta Carlos Henrique de Escobar Fagundes. Posteriormente, estudió arte dramático en París, y volvió a São Paulo, donde creó su propia compañía teatral llamada Novo Teatro.
Fundó otro teatro, ahora llamado Teatro Ruth Escobar, en São Paulo en 1964. Este teratro se convirtió en el centro de la vanguardia durante la década de los 60 y 70. Entre sus producciones se incluyen La ópera de los tres centavos y El realquilado.
En 1974, Escobar fundó el primer Festival Internacional de Teatro para traer producciones teatrales a Brasil. Llevó de forma exitosa producciones y actores internacionales a São Paulo para los festivales, incluyendo las producciones de "Time and Life of Joseph Stalin" de Bob Wilson y "Yerma" de Víctor García. Escobar también trajo al grupo español Els Joglars, la compañía japonesa de Hamada Zenia Gekijo, y el Grupo G.Belli de Italia para los festivales.
Durante la década de los 80, Ruth Escobar dejó el teatro para centrarse en la política. Fue elegida en dos ocasiones para la Asamblea Legislativa del Estado de São Paulo para las legislaturas de 1983 y 1987, que se centró en proyectos culturales y de la comunidad.
En 1987, Escobar publicó su propia autobiografía "Maria Ruth-Uma Autobiografia" y volvió a las producciones teatrales. Apareció en la película 'Romance' de 1988 y en Relações Perigosas de 1990.
Ruth Escobar murió en el 5 de octubre de 2017, a los 81 años. Se le había diagnosticado de Alzheimer en 2011.